# Бурландо, Луиджи
Луиджи Бурландо (итал. Luigi Burlando, 23 января 1899, Генуя, Италия — 12 декабря 1967, Генуя, Италия) — итальянский футболист, игравший на позиции защитника и полузащитника. Прежде всего известный по выступлениям за клуб «Дженоа».

## Клубная карьера
Во взрослом футболе дебютировал в 1918 году выступлениями за команду клуба «Андреа Дориа», в котором провёл два сезона.
В 1920 году перешёл в другой генуэзский клуб «Дженоа», за который сыграл 12 сезонов. Завершил профессиональную карьеру футболиста выступлениями за команду «Дженоа» в 1932 году.

## Выступления за сборную
В 1920 году дебютировал в официальных матчах в составе национальной сборной Италии. В течение карьеры в национальной команде, которая длилась шесть лет, провёл в форме главной команды страны 19 матчей и отметился одним забитым голом. В составе сборной был участником футбольных турниров на Олимпийских играх 1920 года в Антверпене, а также на Олимпийских играх 1924 года в Париже.

## Тренерская карьера
В 1931—1932 годах будучи играющим тренером возглавлял команду клуба «Дженоа» вместе с Гильермо Стабиле. Опыт тренерской работы ограничился этим клубом.